# Meadville (Mississippi)
|  | Dieser Artikel wurde aufgrund von inhaltlichen Mängeln auf der Qualitätssicherungsseite des Projektes USA eingetragen. Hilf mit, die Qualität dieses Artikels auf ein akzeptables Niveau zu bringen, und beteilige dich an der Diskussion! Eine nähere Beschreibung der zu behebenden Mängel fehlt. |

Meadville ist eine Stadt in Franklin County, im US-Bundesstaat Mississippi, in den Vereinigten Staaten und ist ebenfalls County Seat. Das U.S. Census Bureau hat bei der Volkszählung 2020 eine Einwohnerzahl von 448 mit einer Bevölkerungsdichte von 154 Einwohnern je km² ermittelt.

## Geographie
Nach den Angaben des United States Census Bureaus umfasst die Meadville eine Fläche von 2,9 km², die vollständig auf Land entfallen.

## Geschichte
Der Name Meadville ist abgeleitet von Cowles Meade, ein politischer Führer und Amtsträger im 19. Jahrhundert.
Am 2. Mai 1964 wurden Charles Eddie Moore und Henry Hezekiah Dee von Angehörigen des Ku-Klux-Klan beim Trampen entführt, gefoltert und in einen Kofferraum gesperrt. Das Auto wurde mit den beiden in den Mississippi gestoßen, wo beide ertranken. Niemand wurde für die Tat je verurteilt.

## Demografie
Bei der Volkszählung im Jahr 2000 wurde folgendes registriert:
- 519 Einwohner
- 187 Haushalte
- 126 Familien
- 220 Unterkünfte

### Ethnische Bevölkerungsgruppen
Von den 519 gezählten Einwohnern, waren
- 82,85 % Weiß
- 15,41 % Afroamerikanisch
- 0,96 % Mischlinge
- 0,77 % Asiaten
- 0,58 % Lateinamerikanisch

### Altersstruktur
| Bevölkerung | Jahre   | Anteil  |
| ----------- | ------- | ------- |
| unter       | 18      | 18,50 % |
| von         | 18 – 24 | 7,50 %  |
| von         | 25 – 44 | 20,20 % |
| von         | 45 – 64 | 21,00 % |
| über        | 65      | 31,60 % |

### Einkommensverhältnisse
Das Durchschnittsjahreseinkommen eines Haushaltes liegt bei 31.750 US-Dollar.
Das Durchschnittsjahreseinkommen einer Familie liegt bei 46.250 US-Dollar.
- Durchschnittsjahreseinkommen der Männer: 28.542 US-Dollar
- Durchschnittsjahreseinkommen der Frauen: 26.500 US-Dollar